# Viktor Oskar Tilgner
Viktor Oskar Tilgner (25. října 1844, Bratislava – 16. dubna 1896, Vídeň) byl sochař figuralista žánrových motivů a portrétista německé národnosti, působící v Rakousku-Uhersku.

## Život

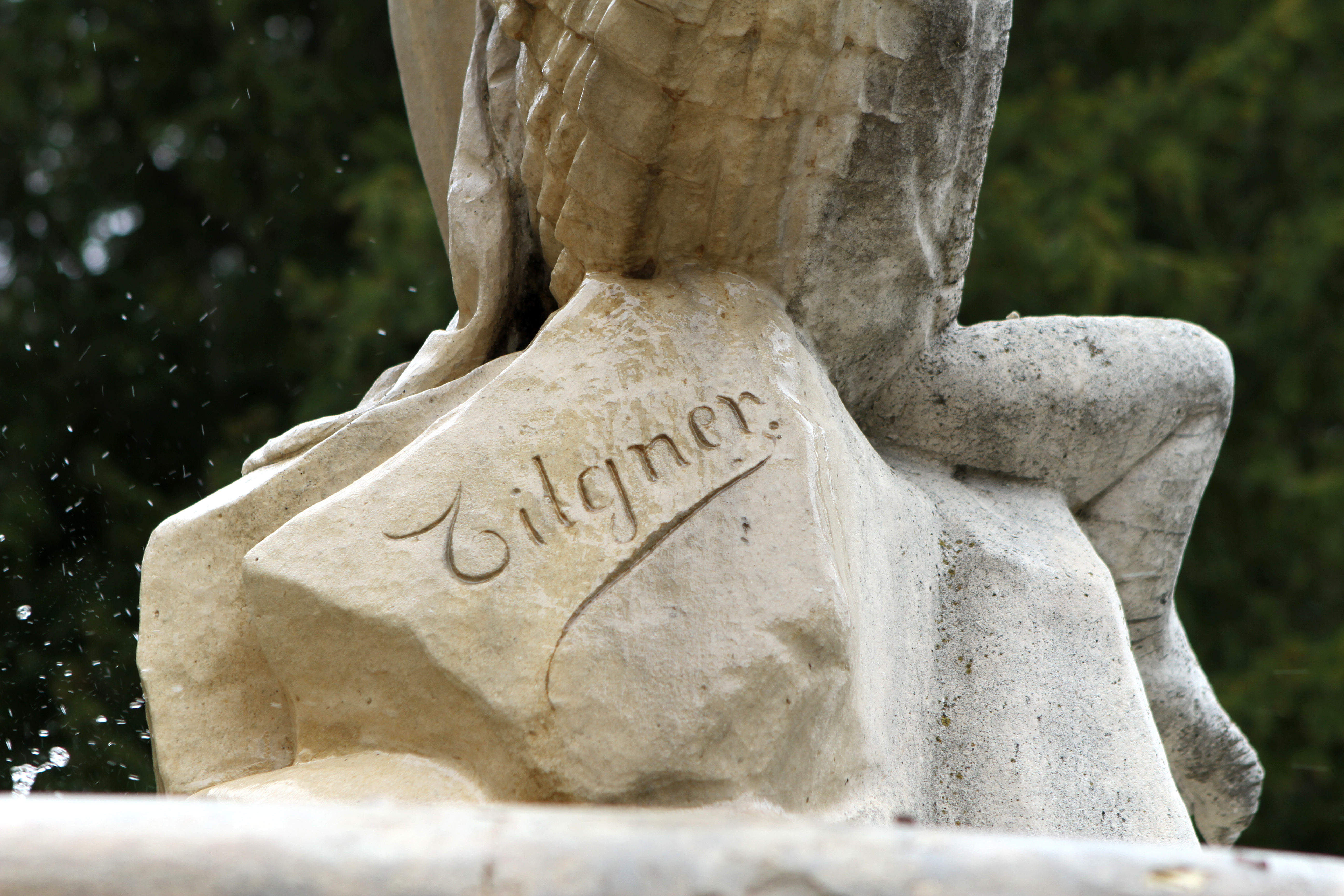
Signatura z kašny

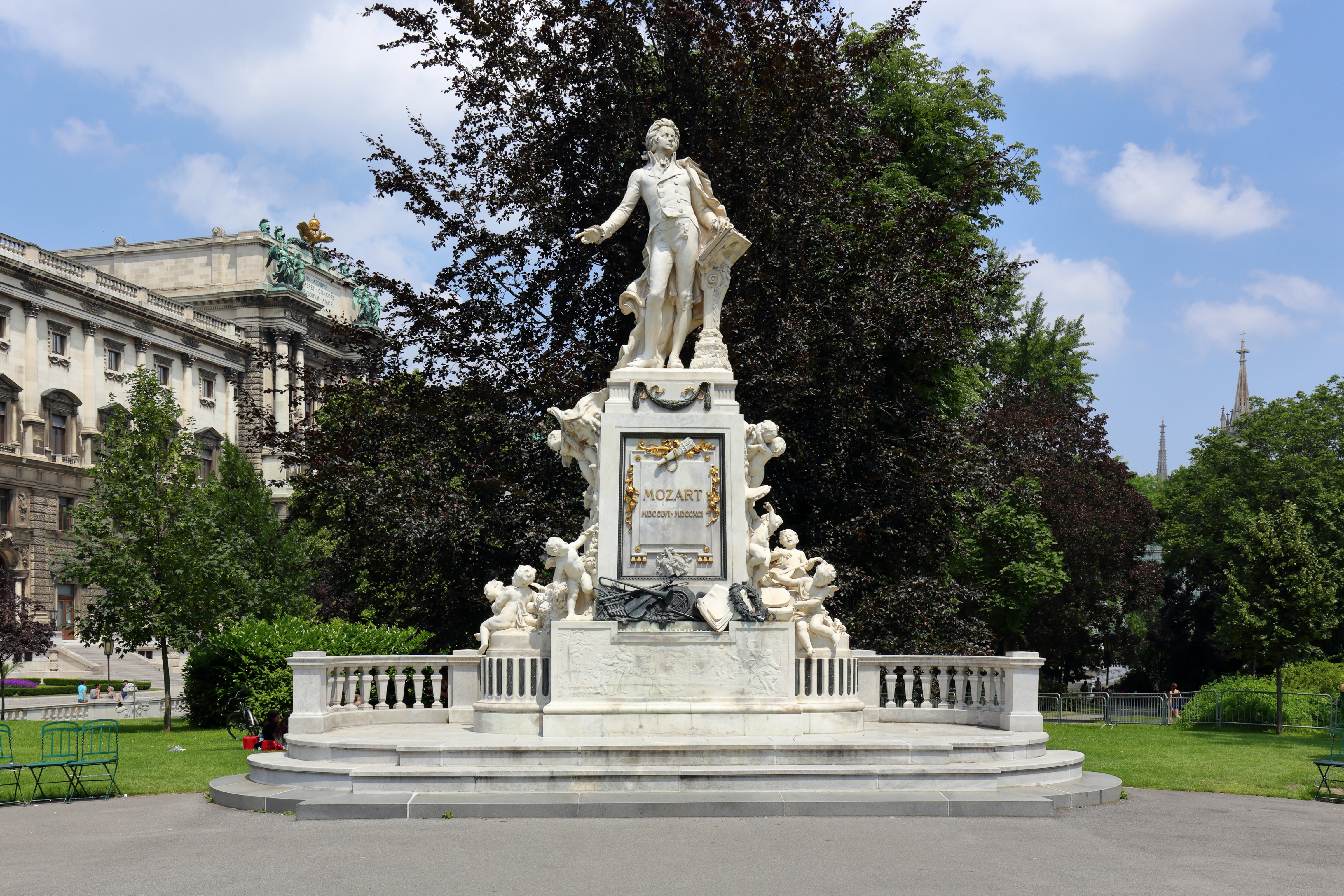
Mozartův pomník ve Vídni

Narodil se v Prešpurku jako syn hejtmana Karla Tilgnera a jeho ženy Idy. Rodina se již v jeho dětských letech přestěhovala do Vídně. Viktorův výtvarný talent brzy rozpoznal sochař Franz Schönthaler (1821-1904), který se stal i jeho prvním učitelem. Na Akademii výtvarných umění ve Vídni Tilgner nastoupil k prof. Franzi Bauerovi, ale brzy přešel k tyrolskému sochaři Josefu Gasserovi, který probudil Tilgnerův „barokní“ zájem a přivedl ho k praktické práci. Reliéfu ho vyučoval medailér Joseph Daniel Böhm.
Tilgner měl více než 20 let ateliér v bočním křídle Schwarzenberského paláce ve Vídni, až do té doby využívaného jako skleník. Nedaleko ve Wohllebengasse 1 také bydlel.
Den před svou smrtí pracoval na Mozartově pomníku, druhý den ráno ve svém bytě zemřel na infarkt. Lékaři vyhověli jeho přání, aby ho v případě náhlé smrti ještě bodli do srdce. 18. dubna 1896 byla jeho rakev požehnána v (přeplněném) Karlskirche a přenesena do vídeňského Künstlerhausu, kde se jí poklonili oba ředitelé Julius Deininger (1852–1924) a Rudolf Weyr (1847–1914) i představitelé Klubu sochařů, poté byl Tilgner pohřben do čestného hrobu na Vídeňském ústředním hřbitově za přítomnosti vdovy Marianne a bratra Oskara.3. října 1897 byl Tilgner v tichosti znovu pohřben do čestného hrobu s náhrobkem, který dala vdova postavit jako hold zaměstnanců Tilgnerova ateliéru podle mistrova náčrtu. Na památku sochaře byla pojmenována ulice ve Vídni Wiedenu (1922), ve Vídni Liesenu, a v bratislavské Karlově Vsi (1970).

## Tvorba a kontakty
Patřil k čelným představitelům vídeňského sochařství pozdního neobaroka, jeho práce reprezentuje plastiku období Vídeňské okružní třídy. Jeho realistický akademismus byl ovlivňován Hansem Makartem, hlavním představitelem malířství tzv. epochy Ringstrasse, se kterým Tilgner navštívil v roce 1874 Itálii a oba obdivovali herečku Elisabeth Charlottu Wolterovou.
Další společenské a umělecké kontakty sochař udržoval s umělci rakouského císařského dvora (dostal mj. zakázku na sochy slavných přírodovědců do výklenků na chodbách Přírodovědeckého muzea ve Vídni, s církevními představiteli (pomníky biskupů a arcibiskupů) a s umělci, například Johannem Straussem mladším, patřil k uměleckému okruhu kolem hraběte Karla Lanckoronskiho. Silně ho ovlivnil také francouzský sochař Jean-Baptiste Gustave Deloye, který v roce 1873 přijel do Vídně v rámci světové výstavy.

## Významná díla
- Pomník Wolfganga Amadea Mozarta v zahradě Burggarten ve Vídni (1896), z bílého jihotyrolského mramoru. Je považován za nejvýznamnější Tilgnerovo dílo. Stojící sochu skladatele u dirigentského pultu doprovázejí sošky hrajících a zpívajících puttů či géniů Mozartovy hudby. Na přední straně soklu je reliéf s výjevem z opery Don Giovanni. Na zadní straně soklu jsou reliéfy postav malého Wolfganga Amadea u spinetu a jeho otce a houslemi. V detailech postav a jejich pohybu již předznamenávají styl secese. Pomník byl odhalen 1 den po Tilgnerově smrti před budovou Albertiny. V roce 1953 byl restaurován a přestěhován na současné místo.
- Busta skladatele Vincenza Belliniho, bronz, (1868) ve Vídeňské státní opeře
- Poprsí pražského arcibiskupa a kardinála Františka Schönborna, kámen, 1885
- Tritónova kašna (1879), v parku Volksgarten u vídeňského Hofburgu. Dvě kopie tohoto díla, pod názvem Triton a nymfa se nacházejí v Bratislavě – jedna na nádvoří Slovenské národní galerie, druhá na nádvoří Mirbachova paláce.
- Ganymédova fontána (kašna se sousoším orla s Ganymédem), před Městským divadlem (nyní Slovenské národní divadlo) v Bratislavě
- Alegorické sousoší rodiny v bezpečí na průčelí paláce americké pojišťovací společnosti Equitable, bronz, (1895), Vídeň, nároží Am Graben a Kärtnerstrasse; kopie v Madridu
- Pomník skladatele Antona Brucknera, původně v Městském parku ve Vídni, nyní ve Steyru; Brucknerova múza je jedinou Tilgnerovou zcela secesní sochou
- Pomník výrobce zbraní Josefa Werndla ve Steyru
- Pomník císaře Josefa II. v Českých Budějovicích, kamenný s bronzovým poprsím, v městském parku (odstraněn v říjnu roku 1918)
- Vlastní náhrobek Viktora Tilgnera s alegorickou postavou Sochařství - ženy oplakávající sochaře na portrétu ve vavřínovém věnci; (1896) hrob na Vídeňském ústředním hřbitově, podle Tilgnerova návrhu vytesal jeho žák Fritz Zerritsch
- Poprsí herečky Elisabeth Charlotty Wolterové, mramor (kolem 1865), foyer Burgtheateru ve Vídni
- Náhrobek herečky Charlotty Wolterové, herečka oplakávající bustu manžela, hraběte O'Sullivana de Grass, mramor, (1897); hrob na Vídeňském ústředním hřbitově, č.32A.20

## Galerie

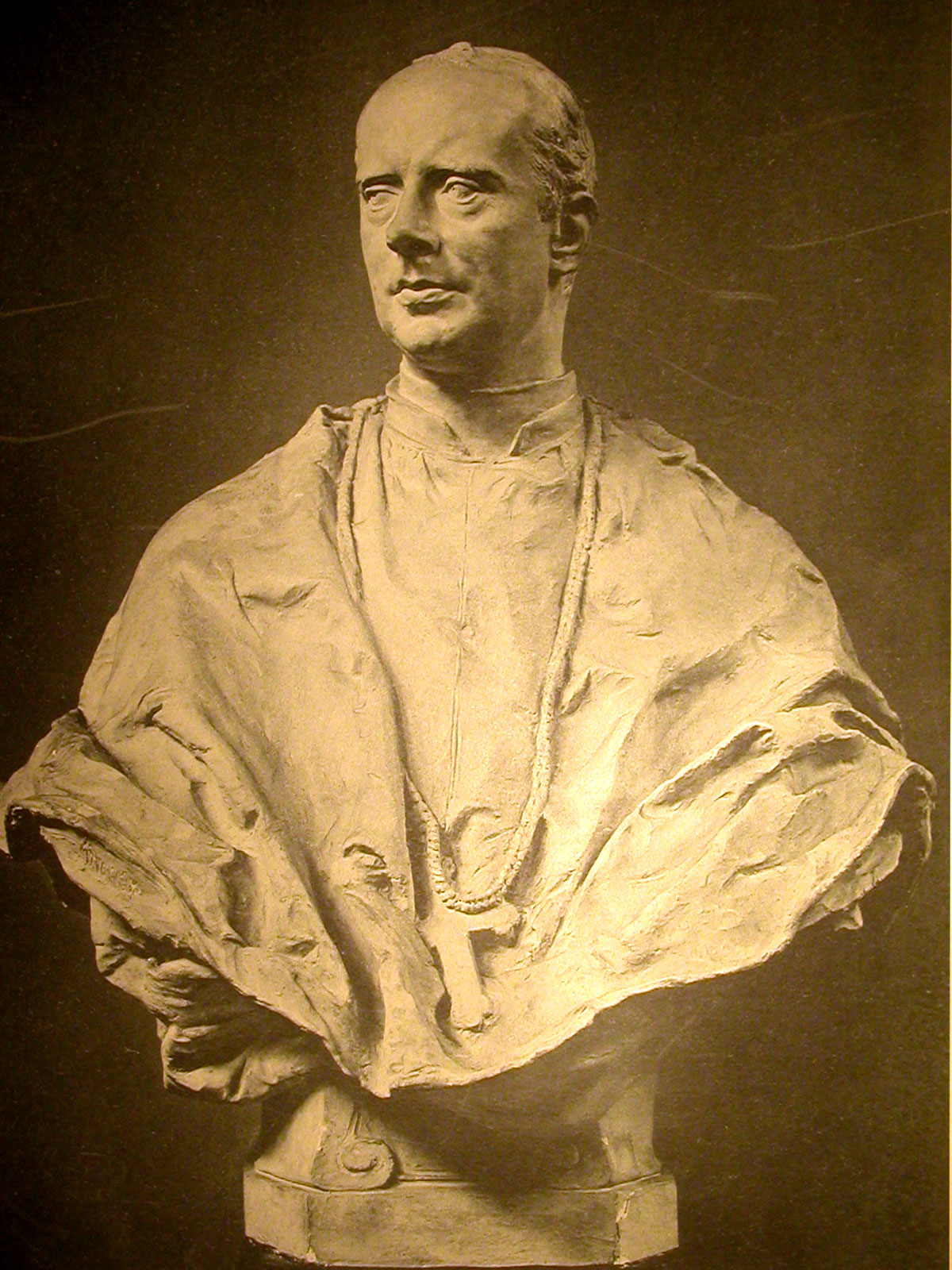
Poprsí arcibiskupa Františka Schönborna
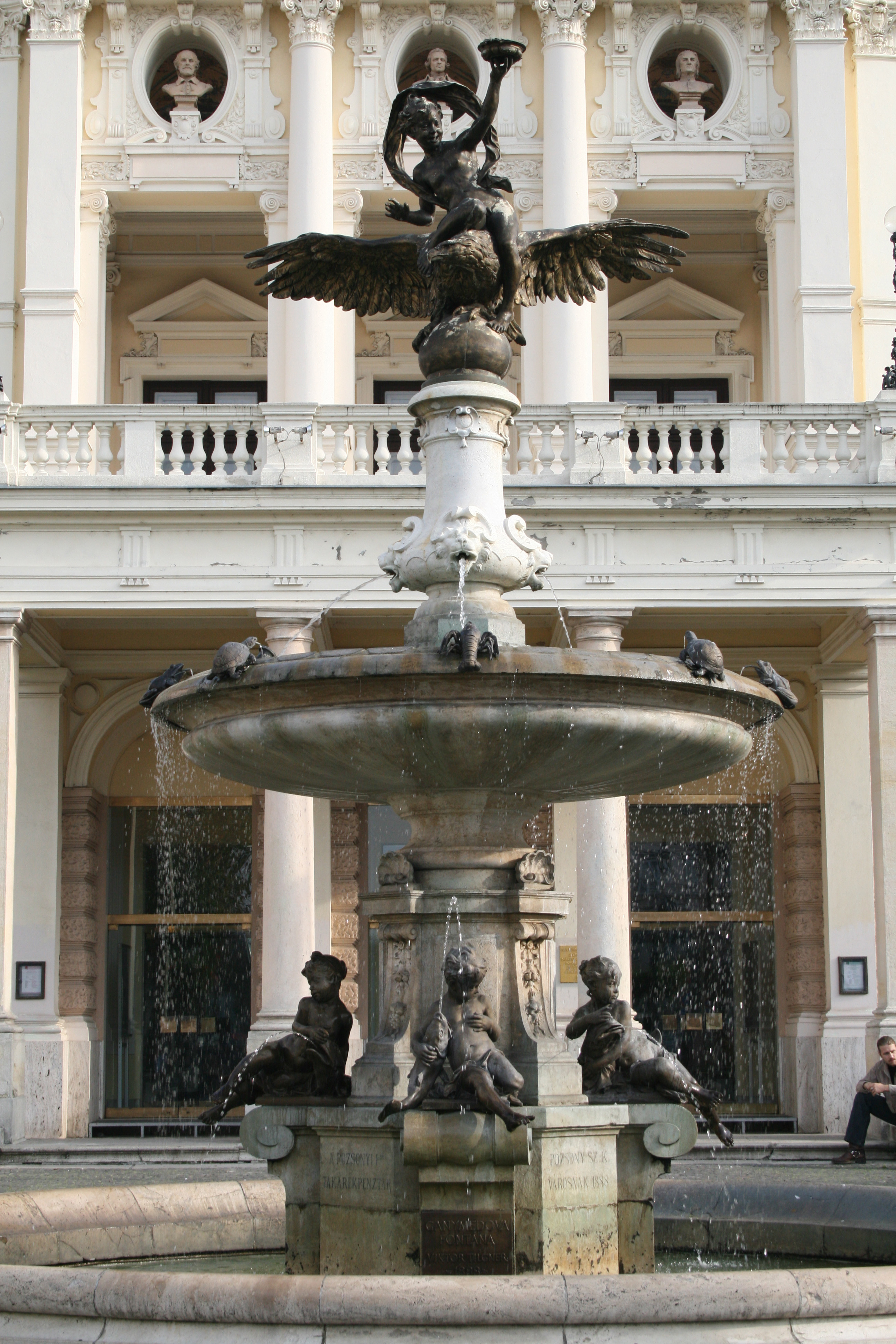
Fontána před divadlem v Bratislavě
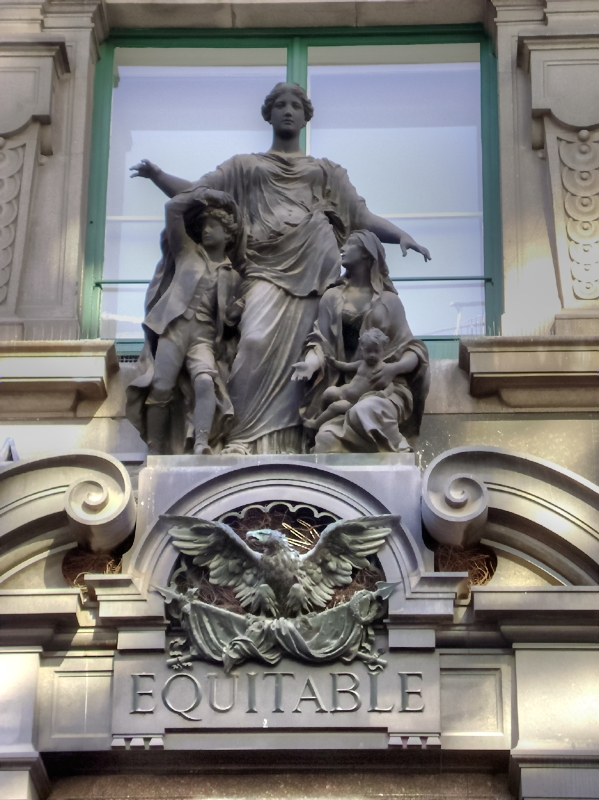
Sousoší na Palais Equitable
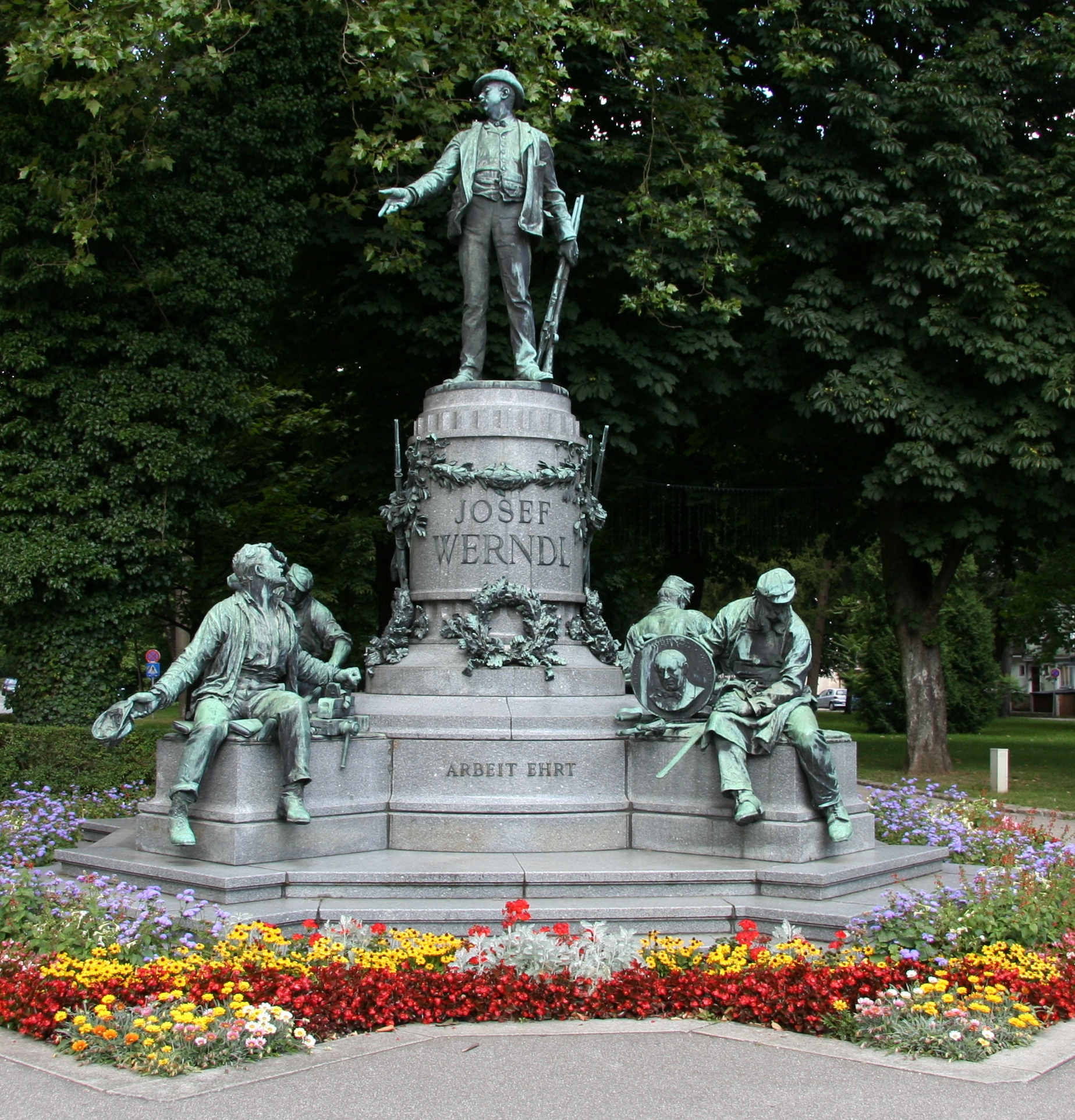
Werndlův pomník
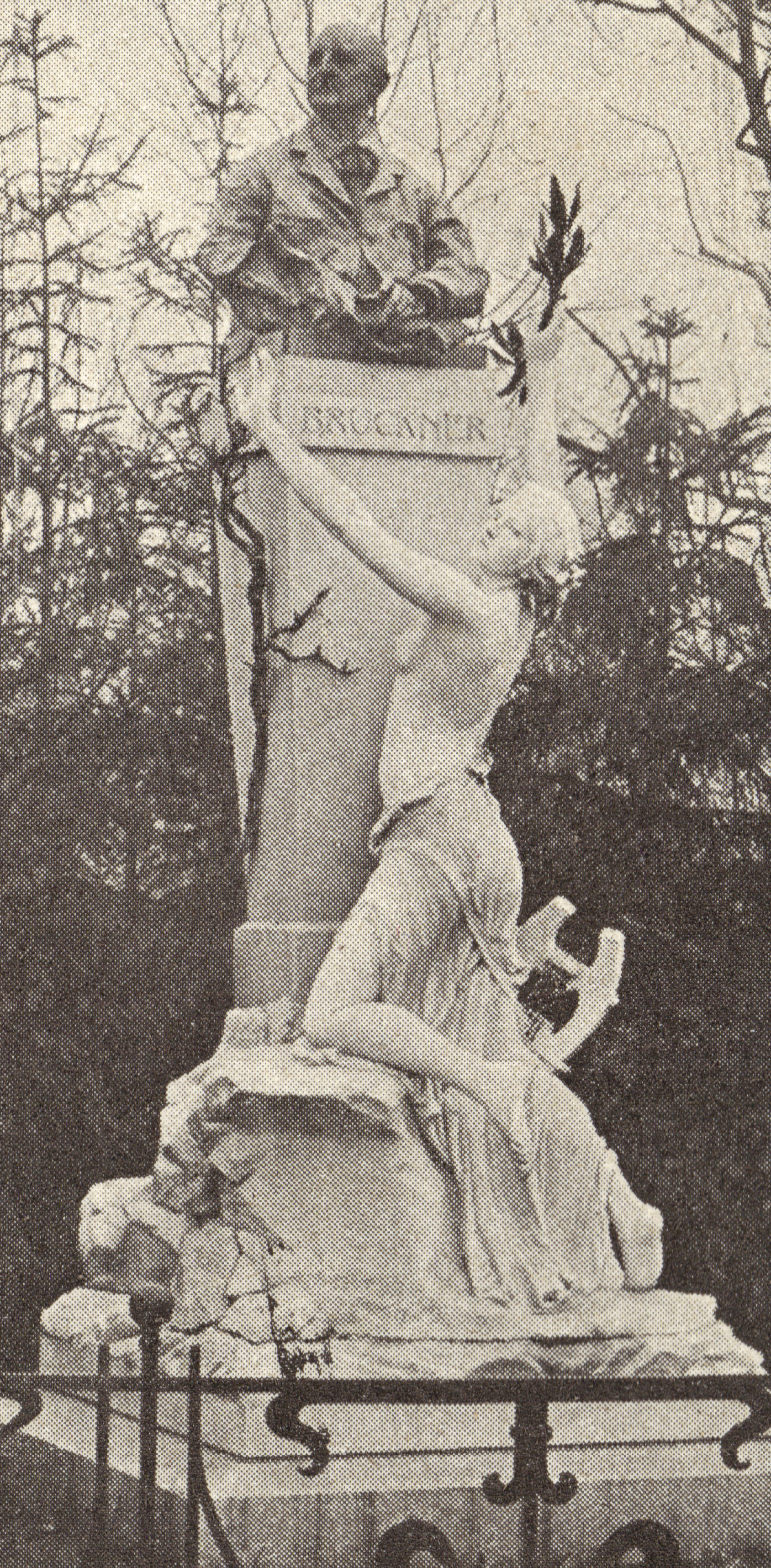
Brucknerův pomník
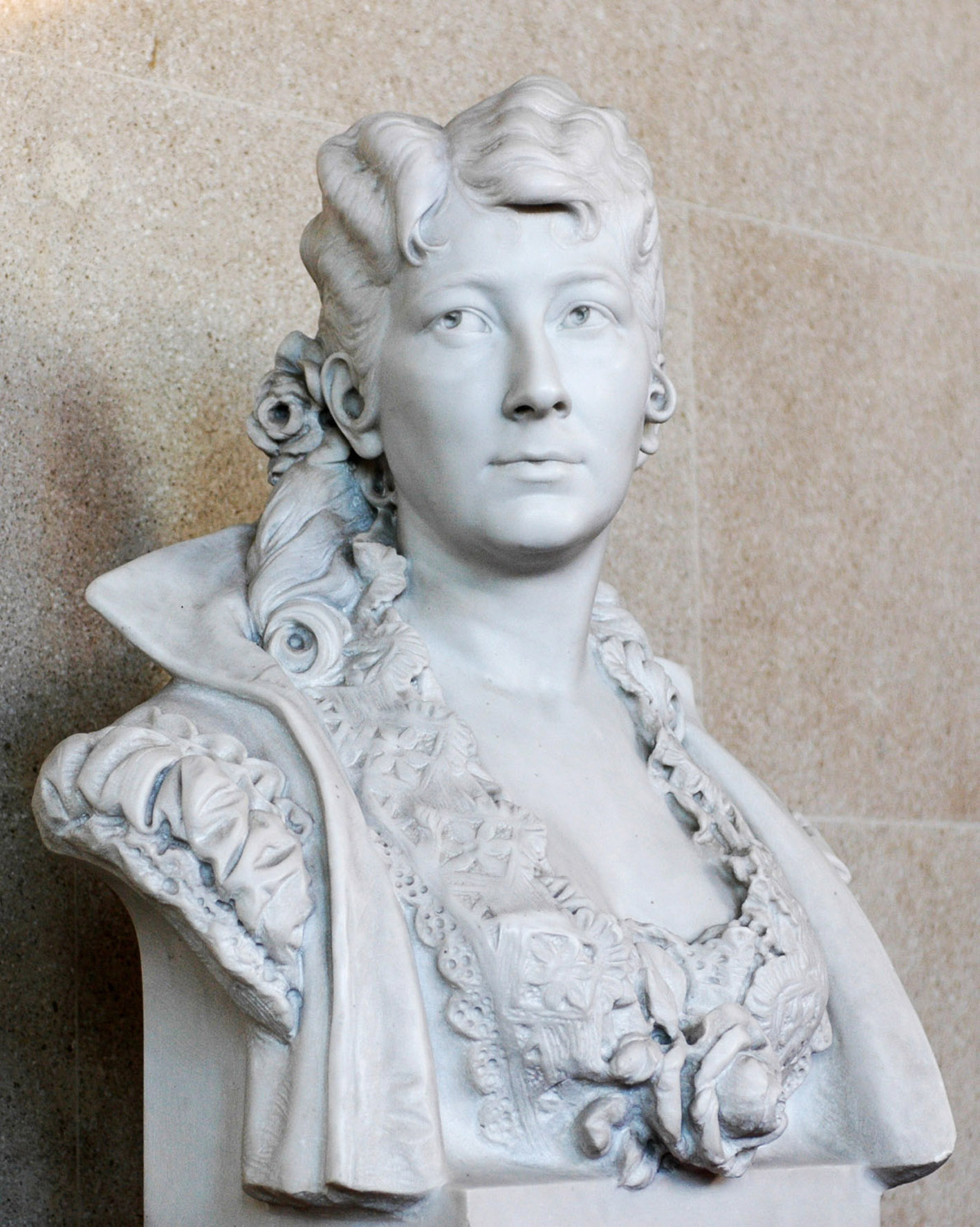
Poprsí Charlotty Wolterové
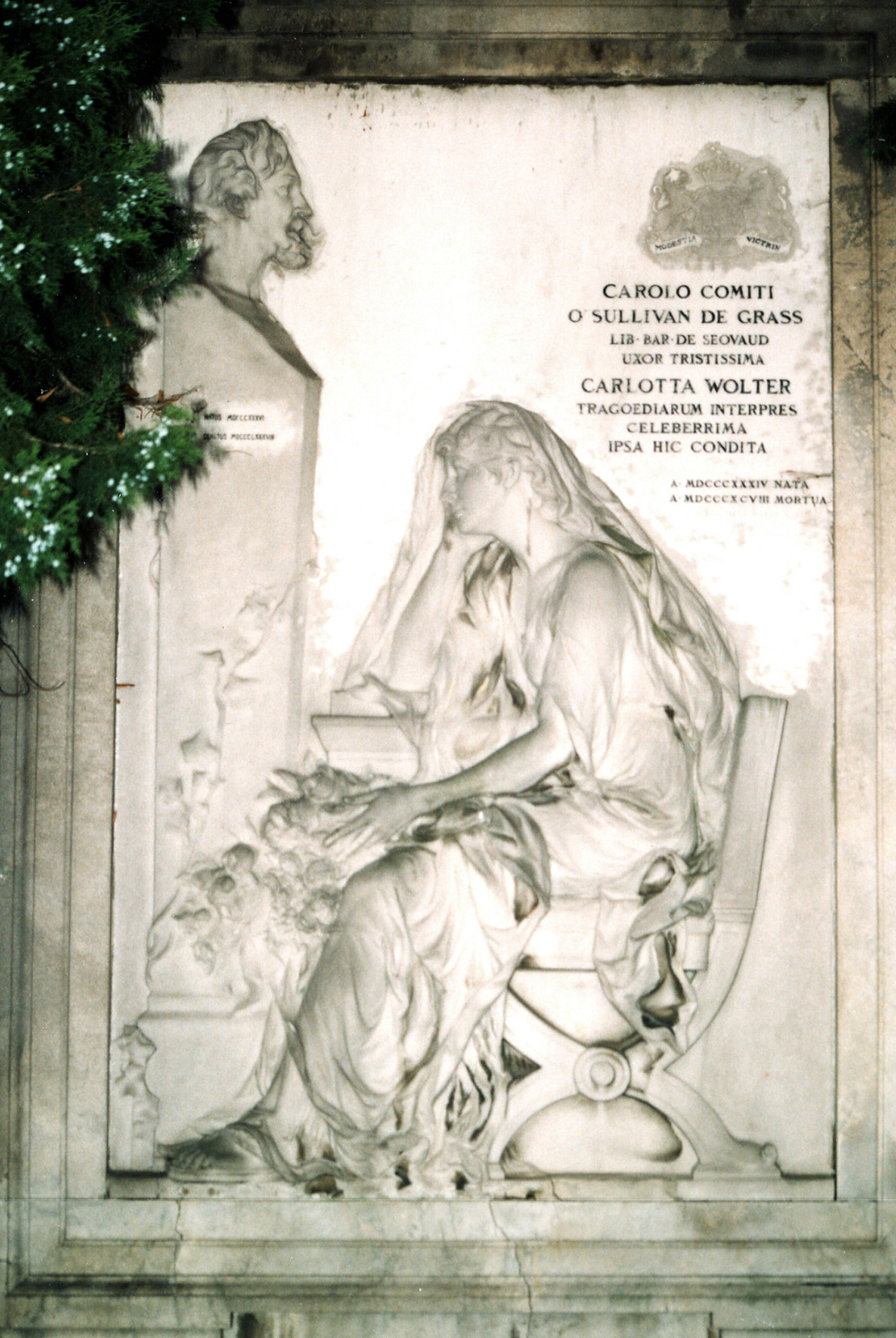
Náhrobek Charlotty Wolterové